# Qitaihe
Qitaihe (七台河 ; pinyin : Qītáihé) est une ville de la province du Heilongjiang en Chine.

## Subdivisions administratives
La ville-préfecture de Qitaihe exerce sa juridiction sur quatre subdivisions - trois districts et un xian :
- le district de Taoshan - 桃山区 Táoshān Qū ;
- le district de Xinxing - 新兴区 Xīnxīng Qū ;
- le district de Qiezihe - 茄子河区 Qiézihé Qū ;

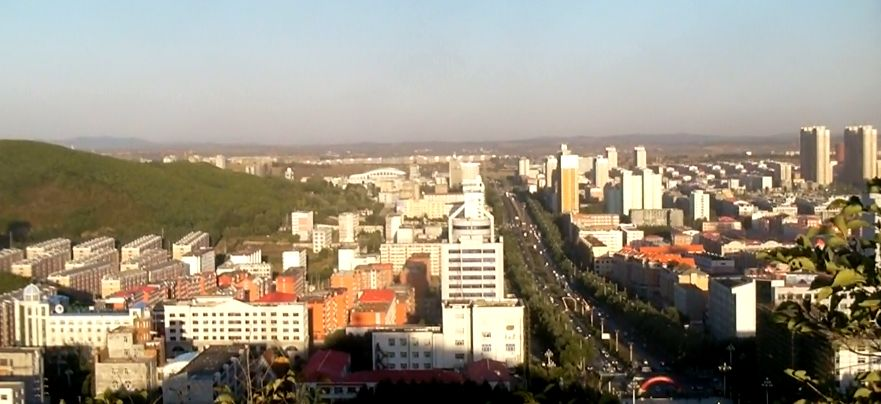
Vue de Qitaihe et de la rue Xuefu depuis le Taoshan

- le xian de Boli - 勃利县 Bólì Xiàn.